# PrivatBank

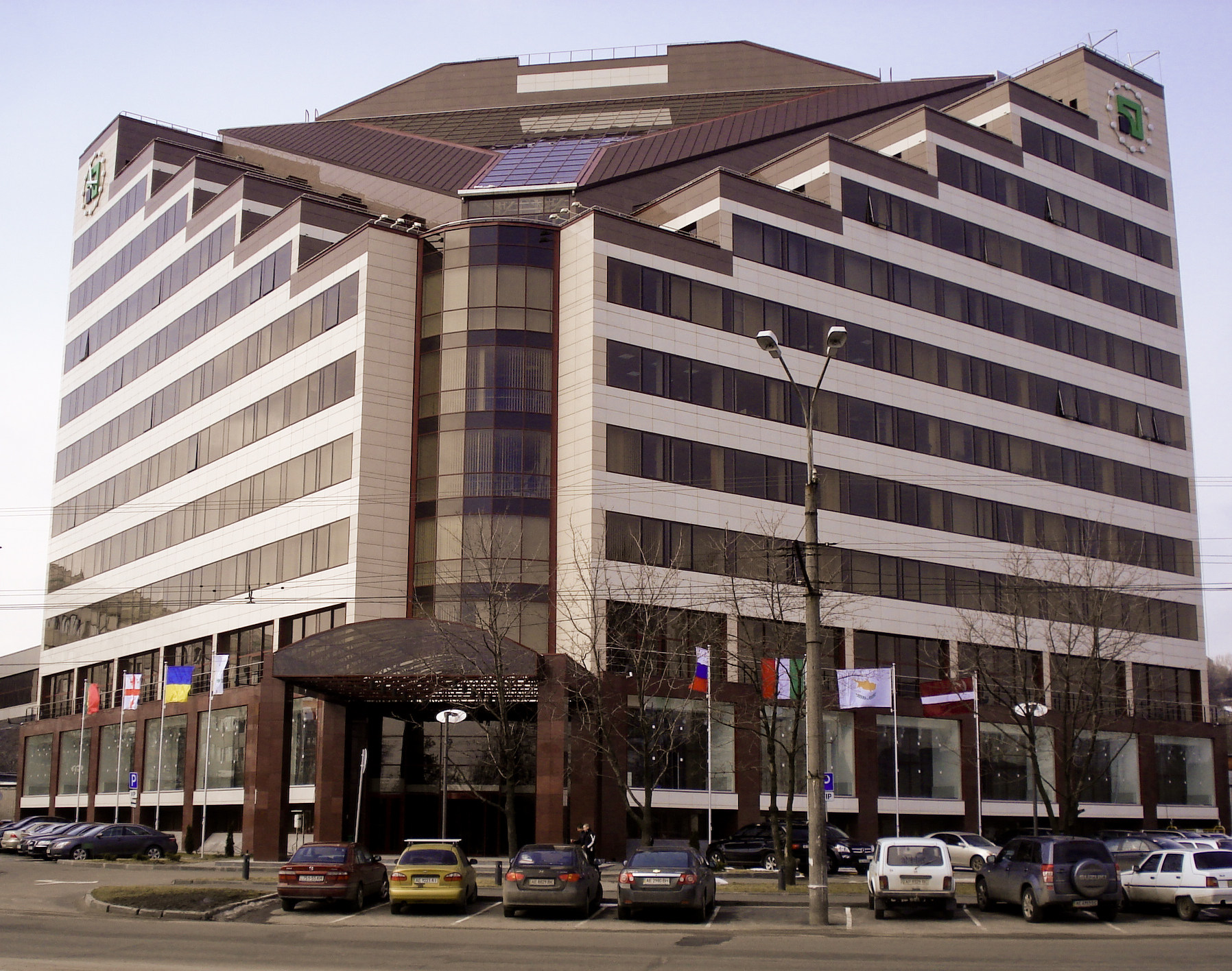
Sede de PrivatBank, Dnipró, Ucrania.

PrivatBank (en ucraniano: ПриватБанк) es el mayor banco comercial de Ucrania, en número de clientes, activos, cartera de préstamos e impuestos pagados al erario público. Su sede central se halla en la ciudad de Dnipropetrovsk a diferencia de la mayoría de los grandes bancos ucranianos. PrivatBank es el único banco ucraniano con capital 100% ucraniano.
Más de 30.000 personas son empleadas por el grupo bancario. Según los resultados de una encuesta de mercado, llevada a cabo por GFK Ukraine, los servicios de PrivatBank son usados por uno de cada tres clientes bancarios ucranianos (33,2%), y uno de cada cuatro (24,9%) utiliza una amplia variedad de servicios y considera PrivatBank su principal banco.
Para 1 de febrero de 2001, PrivatBank proporciona servicios a 2,4 millones de personas jubiladas en Ucrania, 3,4 millones obtienen su salario de las tarjetas de PrivatBank, 1 millón de estudiantes recibe sus becas y subvenciones a través de PrivatBank. La infraestructura del banco en Ucrania incluye 6.975 cajeros automáticos, 2.228 terminales de pago, 35.485 POS-terminales, 3.303 sucursales y oficinas en ciudades y distritos del país. De media, cada día 1,5 millones de personas utilizan los servicios de PrivatBank.
Los principales propietarios del banco incluye los oligarcas ucranianos Ihor Kolomoyskyi y Hennadiy Boholubov, siendo el banco el núcleo del grupo financiero y de gestión Privat Group.

## Historia
PrivatBank es uno de los primeros bancos privados comerciales en ser fundados en Ucrania. La decisión de la fundación del banco fue tomada en una asamblea de los fundadores el 7 de febrero de 1992. El 19 de marzo de 1992 el banco fue registrado por Serhiy Tihipko, uno de los fundadores y el primer presidente del Consejo de Administración.
Muy al principio el banco disponía sólo de una oficina y varios ordenadores. Fue el primer banco en Ucrania en introducir las tarjetas de crédito de plástico y los cajeros automáticos. PrivatBank fue también la primera organización financiera de Ucrania en obtener una calificación internacional.
En 1996, se convirtió en un miembro de pleno derecho del sistema de pagos internacional VISA y empezó la emisión de tarjetas de crédito a gran escala.
En 1997, PrivatBank se convirtió en el primer banco ucraniano en obtener una calificación de Thomson BankWatch International, y convertirse en miembro de pleno derecho del sistema de pago  Europay.
En 1998, el banco obtuvo la calificación de la agencia internacional de calificación Fitch IBCA. En noviembre de 1998 el banco ganó el concurso y fue seleccionado como el banco autorizado para realizar los pagos en Ucrania del Fondo Suizo del Memorial del Holocausto.
En 1999, PrivatBank abrió su unidad de Banca Internacional en Chipre. La sucursal de PrivatBank en Nicosia fue la primera sucursal de un banco ucraniano en establecerse en el extranjero.
En 2000 el banco fue incluido en el grupo de bancos autorizados para pagar compensaciones a ciudadanos ucranianos que sufrieron persecución del régimen Nazi durante la II Guerra Mundial. En 2000 cambió la forma de propiedad del banco y se convirtió en sociedad anónima (6 de julio). 
Un hecho significante en el sistema bancario ucraniano fue la puesta en marcha en 2001 del proyecto "Privat24", que permite a un número de clientes la oportunidad de gestionar sus cuentas bancarias en línea a tiempo real, realizar pagos, transferencias de fondos, etc.
En febrero de 2002 PrivatBank emitió su tarjeta de crédito n.º 1 millón. En 2003, PrivatBank fue nombrado como el mejor servicio bancario de calidad por los clientes de Western Union. El mismo año el banco recibió el reconocimiento STP Excelencia de Deutsche Bank, confirmando su profesionalidad en los pagos internacionales.
PrivatBank fue el primer banco ucraniano en colocar Eurobonos por una cantidad de US$ 100 millones en el mercado europeo. También fue el primer banco en Ucrania en obtener una calificación B- por la agencia de calificación internacional Standard & Poor’s. Los Eurobonos a largo plazo de PrivatBank también fueron calificados como B- por la agencia internacional de calificación Fitch .
Por decisión de la asamblea de accionistas del 30 de abril de 2009 la actividad del banco se ha ajustado a la Ley de Ucrania sobre sociedades anónimas: se introdujeron relevantes modificaciones en los estatutos del banco, y el tipo de sociedad fue modificada. También se modificó el nombre del banco. Estos cambios surtieron efecto el 21 de julio de 2009 (licencia del Banco Nacional de Ucrania n.º 22 con fecha de 29 de julio de 2009).
En 2010 PrivatBank aumentó su beneficio neto en un 30% hasta los UAH 1.370 millones en comparación con 2009. Los activos del banco aumentaron respecto al periodo anterior en un 32% y a 1 de enero de 2011 ascendían a UAH 113.437 millones; los préstamos por cobrar ascendían a UAH 101.855 millones, un 36% superior; el pasivo ascendió a UAH 101.557 millones, un 34% más.

## Accionistas de PrivatBank
Las acciones de of PJSC CB "PrivatBank" estaban distribuidas entre 21 individuos (99,794% de las acciones) y 5 entidades legales (0,206%). Más del 98% de las acciones están repartidas entre dos propietarios (Hennadiy Boholubov (23 773,384 acciones o el 49.027% del total) y Ihor Kolomoyskyi (23 834,849 acciones o 49.154%).

## Presencia Internacional
La red internacional de PrivatBank comprende bancos asociados como el MoscomPrivatBank (Federación Rusa), AS PrivatBank (Letonia), AS PrivatBank (Portugal) y TaoPrivatBank (Georgia). Además, PrivatBank tiene sucursales y oficinas representativas en 12 países en todo el mundo, incluyendo Italia, Chipre, Reino Unido y China. El 16 de agosto de 2007, el nombre de la subsidiaria en Letonia, AS Banka Paritāte, fue cambiado oficialmente a AS PrivatBank como parte de la estrategia de fortalecer la marca corporativa del grupo a nivel regional.